# 542. padalski pehotni polk (ZDA)
542. padalski pehotni polk (izvirno angleško 542nd Parachute Infantry Regiment; kratica 542. PIR) je bila padalska enota Kopenske vojske Združenih držav Amerike.

## Zgodovina
Polk je bil ustanovljen 17. marca 1944 in razpuščen 1. julija 1945.